# 卡罗尔城
卡罗尔城（英語：Carol City）是美国佛罗里达州迈阿密加登斯市一个社区。2010年人口普查时人口为61,233人。 

## 歷史
卡羅爾城的開拓者朱利葉斯·蓋恩斯（Julius Gaines）原欲將該城鎮命名為「科勒爾」（即珊瑚之意），但因和科勒爾蓋布爾斯（Coral Gables）名稱過於相似，科勒爾蓋布爾斯方面揚言提告，因而改命營為「卡羅爾」（Carol）。
直至1960年代，卡羅爾城多由農地覆蓋。往後的數十年間，卡羅爾城興建了大量的公營住宅，一些迈阿密加登斯的居民認為過多的公營住宅住戶為該地區帶來治安上的問題，包括卡羅爾城高中附近的社區，毒品問題尤其嚴重。2007年，邁阿密花園時任市長雪莉·吉布森（Shirley Gibson）宣布，自己市長任內將不會再興建更多的公營住宅。

## 人口
根據2000年的人口普查，卡羅爾城的人口為59,443，共有16,402戶和14,089個家庭居住於該城市內。

## 出身名人
- 里克·羅斯（Rick Ross），饒舌歌手。
- 佛羅·里達（Flo Rida），饒舌歌手。

## 外部連結
- City of Miami Gardens（页面存档备份，存于）